# DBpedia

Logo DBpedii

DBpedia (DB – baza danych) – projekt mający na celu usystematyzowanie i powiązanie ze sobą danych z Wikipedii, a następnie udostępnienie tych zorganizowanych informacji w Internecie. DBpedia umożliwia tworzenie zaawansowanych kwerend relacji i właściwości do zasobów Wikipedii, w tym linków do innych zbiorów danych. DBpedia jest jedną z najbardziej znanych części projektu Semantic Web.
Projekt DBpedii rozpoczęli ludzie z Wolnego Uniwersytetu Berlińskiego oraz Uniwersytetu w Lipsku, współpracując z OpenLink Software, a pierwszy zbiór informacji został opublikowany w 2007 roku. Jest udostępniony na licencji wolnego oprogramowania. Oprócz luźnego tekstu artykuły w Wikipedii zawierają zorganizowane informacje, takie jak: tabele, zdjęcia, współrzędne geograficzne oraz linki do zewnętrznych stron internetowych. Takie dane zostają pobrane i umieszczone, po odpowiednim uporządkowaniu, w bazie danych, którą można przeszukiwać oraz analizować.